# 伏尔加地区国立体育运动与旅游大学

伏尔加地区国立体育、运动与旅游大学是俄罗斯喀山的一所高等教育机构。该大学着重于培养体育教师、体校教练员、健身教练员、理疗教练员和体育康复中心从业人员、体育管理人员和管理人员、群众性体育文化体育赛事组织者、旅游与服务领域的专门人才。

## 历史
1974年，伏尔加格勒国立体育学院分院在喀山成立。12年后，该分校转移至卡马河畔切尔尼，并于1997年在此基础上成立了卡马国立体育学院。 2006年，该学院获得学院地位——更名为卡马国立体育、运动和旅游学院。
2010年7月，学院由俄罗斯联邦体育部迁至喀山，并更名为伏尔加国立体育、运动和旅游学院。卡马河畔切尔尼的分支机构被保留。
2021年3月，它正式获得大学地位。该学院更名为伏尔加地区国立体育、运动和旅游大学。